# Малюк, Иван Карпович
Иван Карпович Малюк (1920—15.10.1956) — разведчик  взвода пешей разведки 520-го стрелкового Дрогобычского стрелкового полка (167-я стрелковая Сумско-Киевская дважды Краснознамённая дивизия, 107-й стрелковый корпус, 1-я гвардейская армия, 4-й Украинский фронт), сержант, участник Великой Отечественной войны, кавалер ордена Славы трёх степеней.

## Биография
Родился в 1920 году в селе Ладыги ныне Староконстантиновского района Хмельницкой области (Украина) в крестьянской семье. Украинец. Окончил 2 класса. Работал пекарем.
С марта 1944 года – в Красной Армии. В действующей армии – с 12 февраля 1944 года.
Воевал на 1-м и 4-м Украинском фронтах. Принимал участие в Проскуровско-Черновицкой, Львовско-Сандомирской, Восточно-Карпатской, Западно-Карпатской, Моравско-Остравской и Пражской наступательных операциях. Ранен 14.04.1944.
В ходе Львовско-Сандомирской наступательной операции автоматчик 520-го стрелкового полка (167-я стрелковая дивизия, 1-я гвардейская армия, 1-й Украинский фронт) рядовой Малюк 10 августа 1944 года в бою у населённого пункта Бреликув (Польша) первым поднялся в атаку и, достигнув окопов противника, сразил 2 вражеских солдат, захватил ценные документы и доставил их в штаб полка.
Приказом командира 167-й стрелковой дивизии полковника Дряхлова И. Д. 5 сентября 1944 года красноармеец Малюк Иван Карпович награждён орденом Славы 3-й степени.
18 сентября 1944 года на подступах к городу Санок (ныне Подкарпатское воеводство, Польша) И. К. Малюк с группой бойцов проник в тыл противника, внезапно атаковал командный пункт пехотного батальона и захватил его командира в плен. Смелые действия разведчиков привели к потере управления немецким батальоном, созданию паники в стане врага и успешному выполнению ротой боевой задачи.
Приказом командующего 1-й гвардейской армией от 24 октября 1944 года младший сержант Малюк Иван Карпович награждён орденом Славы 2-й степени.
Зачислен во взвод пешей разведки полка. В ходе Моравско-Остравской наступательной операции он снова отличился. 30 апреля 1945 года проник в тыл противника и выявил расположение его огневых средств и резервов, обеспечив успешное наступление полка. 3 мая в районе населённого пункта Седлиште (ныне Моравскосилезский край, Чехия) захватил пленного, который дал ценные разведывательные сведения. 6 мая 1945 года в районе населённого пункта Ярковице в бою скрытно подобрался к пулемётному расчёту врага, уничтожил его и захватил пулемёт.
Указом Президиума Верховного Совета СССР от 15 мая 1946 года за образцовое выполнение боевых заданий командования в боях с немецко-фашистскими захватчиками на завершающем этапе Великой Отечественной войны сержант Малюк Иван Карпович награждён орденом Славы 1-й степени.
В марте 1946 года демобилизован. Жил в родном селе.
Трагически погиб 15 октября 1956 года.

## Награды
- Полный кавалер ордена Славы:
  - орден Славы I степени (15.05.1946)[5];
  - орден Славы II степени (24.10.1944)[6];
  - орден Славы III степени (05.09.1944)[7];
- медали, в том числе:
  - «За освобождение Праги» (9.05.1945)
  - «За победу над Германией в Великой Отечественной войне 1941—1945 гг.» (9 мая 1945[8]);

## Память
- На могиле установлен надгробный памятник.
- Его имя увековечено в Главном Храме Вооружённых сил России, и навсегда запечатлено на мемориале «Дорога памяти».